# Josef Koudela
Josef Koudela (2. července 1845 Pokojov – 1. listopadu 1913 Brno) byl český právník a politik, za Rakouska-Uherska na počátku 20. století poslanec Říšské rady.

## Biografie
Byl pátým ze sedmi dětí Bartoloměje a Marii Koudelových. Studoval na gymnáziu v Jihlavě a Praze. Právní studia absolvoval na univerzitě v Praze. Nastoupil na soudní praxi. Pak působil jako advokát. Nejprve byl zaměstnán v advokátní kanceláři Josefa Fanderlíka, později v kanceláři Aloise Pražáka. V období let 1876–1884 byl advokátem v Prostějově, od roku 1884 v Brně.
Už v Prostějově byl veřejně a politicky aktivní. Zasedal v předsednictvu místní odbočky Ústřední matice školské, která financovala místní českojazyčnou reálnou školu. Založil spolek na podporu českých mateřských škol. Byl členem prostějovského obecního zastupitelstva. Poté, co prostějovskou samosprávu plně ovládli Češi, udělilo zastupitelstvo Koudelovi čestné občanství. Čestné občanství mu udělily i mnohé další obce. Národní aktivity vyvíjel i po svém přesídlení do Brna. Vyznačoval se smířlivým osobním stylem, díky čemuž požíval respektu i od politických odpůrců včetně moravských Němců. Angažoval se i v hospodářském životě. Byl aktivní v Cyrilo-metodějské záložně a v Hypoteční bance markrabství Moravského. Podílel se na dění okolo brněnské obchodní a živnostenské komory.
Roku 1892 nařídila státní správa odstranit z brněnského besedního domu znaky zemí koruny České. Koudela pak podal stížnost k říšskému soudu, který stížnosti roku 1893 vyhověl s tím, že šlo o porušení práva na vyjádření názoru. Roku 1895 předsedal moravskému výboru pro účast na Národopisné výstavě českoslovanské v Praze. V kulturních a národnostních otázkách se angažovala i jeho manželka Adéla Koudelová, rozená Jelínková, starostka a protektorka Ženské vzdělávací jednoty Vesna.
V zemských volbách v roce 1884 byl zvolen do Moravského zemského sněmu v kurii venkovských obcí, obvod Brno. Mandát obhájil v zemských volbách v roce 1890, zemských volbách v roce 1896, zemských volbách v roce 1902 i zemských volbách v roce 1906. Roku 1895 (po smrti dr. Fanderlíka) se stal členem Moravského zemského výboru. Prosadil zde zřízení české vyšší reálné školy v Uherském Brodu. Jako zemský politik se zasadil také o zřízení třetího českojazyčného učitelského ústavu na Moravě.
Na počátku století se zapojil i do celostátní politiky. V doplňovacích volbách roku 1902 (poté co rezignoval poslanec Konrád Martínek) získal mandát na Říšské radě za kurii venkovských obcí, obvod Brno, Vyškov. Slib složil 17. října 1902. K roku 1907 se profesně uvádí jako advokát. Je uváděn jako kandidát české Katolické národní strany.
Zpočátku působil v politice za staročeskou Moravskou národní stranu, později přešel do Katolické strany národní na Moravě a náležel mezi její hlavní osobnosti. Za Katolickou národní stranu již roku 1902 vstupoval na Říšskou radu. Přítomnost osobností jako byly Josef Koudela nebo Tomáš Eduard Šilinger dávala této katolické straně národovecký směr, který po jejich smrti podle kritiků opadl.
Roku 1909 byl povýšen do šlechtického stavu. Používal pak přídomek z Jelínkova (podle své manželky). Byl mu též udělen papežský řád Pro Ecclesia et Pontifice.
Zemřel v noci na 2. listopadu 1913 po delší nemoci. Krátce před smrtí se jeho stav dočasně zlepšil, pak ale byl raněn mrtvicí. Pohřben byl na Ústředním hřbitově v Brně.

## Rodina

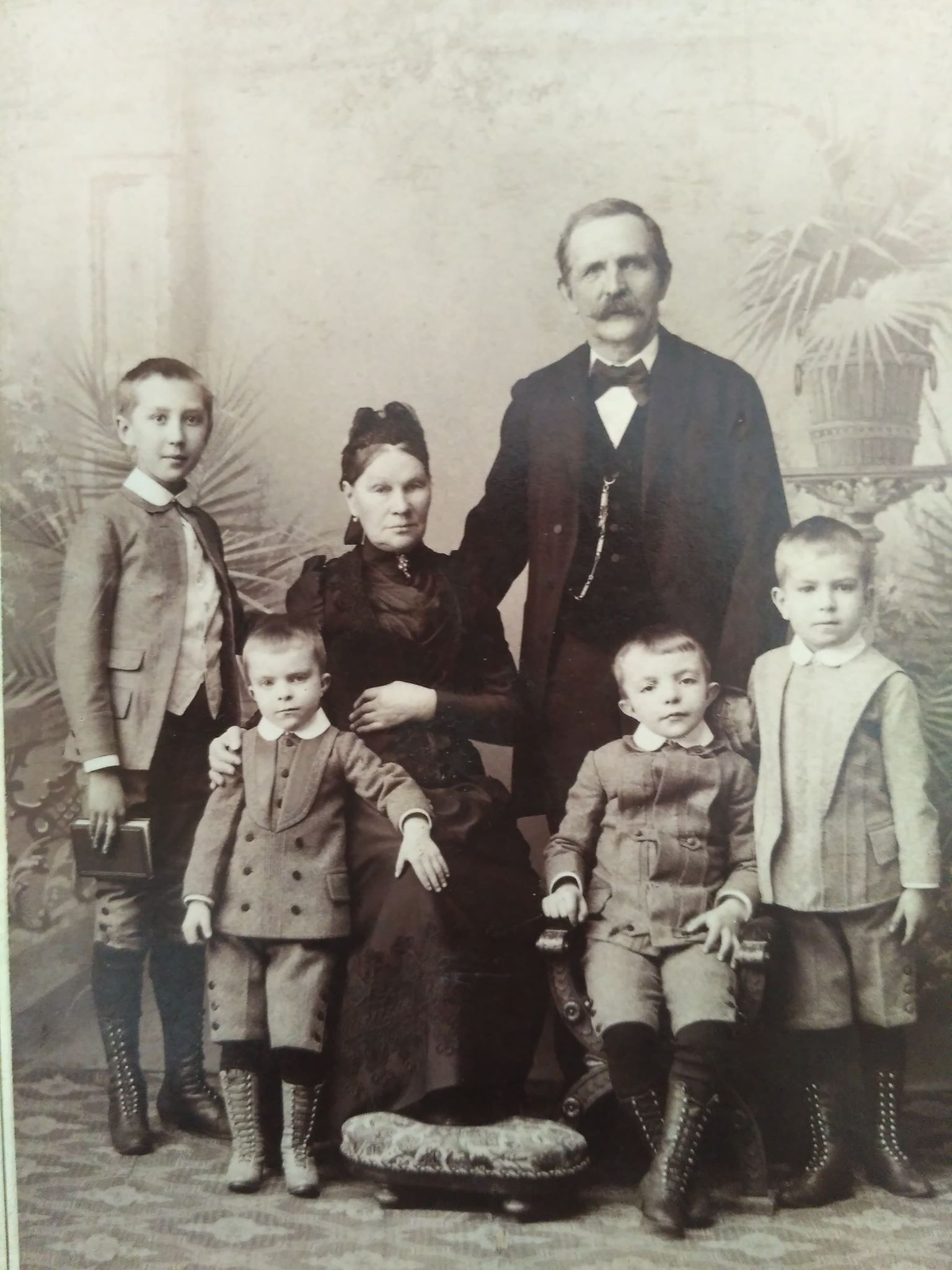
Josef Koudela s rodinou, kromě syna Václava, který v době vzniku fotografie ještě nebyl na světě

V brněnském kostele Nanebevzetí Panny Marie se 26. června 1877 oženil s Adélou Jelínkovou (1858–1946). Z manželství vzešlo pět synů: Jan (1880–1935), Karel (1882–1919), Jaroslav (1885–1910), Josef (1886–1928) a Václav (1891–1915). Žádný z jeho synů nezplodil žádné potomky.